# Neolarra californica
Neolarra californica là một loài Hymenoptera trong họ Apidae. Loài này được Michener mô tả khoa học năm 1939.